# Komić vára
Komić vára egy jelentős középkori vár volt Horvátországban, a Lika-Zengg megyei Komić határában, a korbáviai grófok egykori székhelye.

## Fekvése
A vár maradványai a Komić feletti 1177 méter magas Komača-hegyen állnak.

## Története
Komić várát 1397-ben említik először, amikor a Kurjakovićok itteni tágas palotájukban látták vendégül Luxemburgi Zsigmond királyt és kíséretét, aki a nikápolyi csatából volt visszatérőben Magyarországra. A kortárs író, Paulus de Paulo szerint Zsigmond király 1397. február 6-án hagyta el Knint Komić irányába, ahol akkor már a korbáviai grófok székhelye volt. Ebből is látszik, hogy Komić a 14. században nagyobb és jelentősebb vár volt Udbinánál is. 1462-ben Karl korbáviai gróf innen keltezi egyik fennmaradt oklevelét, majd 1468-ban testvére Pavao gróf szintén itt kelt adománylevelében ad Ivan Gusićnak egy bizonyos földet. 1509-ben itt tartózkodik Ivan Karlović gróf és Jelena nevű testvére a korbávmezei csatában elesett Karl gróf gyermekei. Jelena később Zrínyi Miklós grófnak, a szigetvári hős apjának a felesége lett. A török 1527-ben foglalta el a várat. 1527. május 29-én Frangepán Kristóf gróf már arról számol be Franjo Jožefić zenggi püspöknek, hogy „a boszniai pasa most erősíti meg Udbina, Mrsinj és Komić várait”. A horvát seregek 1689-ben foglalták vissza a várat és a falut. A század végén megkezdődött az új lakosság betelepítése. Martin Brajković zenggi püspök leírása szerint 1701-ben a termékeny komići mezőn már 60 ház állt, többségben pravoszláv szerb lakossággal. Később a vár elveszítette jelentőségét és elhagyatva romlásnak indult.

## A vár mai állapota
A vár romjai ma is láthatók a Saranča Komić falu feletti magas és meredek oldalú Komača-hegyen. A várat a helyi lakosság „Karlovića dvori”nak nevezi, melyben az utolsó korbávaiai gróf Ivan Karlović emléke él. A megőrzött romokból látható, hogy az erőd 90 méter hosszú és 60 méter széles volt. Keleti részén egy 12 méter hosszú és 5 méter széles kápolna állt. Idővel a kápolna falainak nagy része beomlott, a legjobban a keleti fal maradt fenn, amely 4 méter magasan áll. A várnak három ciszternája volt. Ezek többsége mára beomlott, de a legszélesebb, mely faragott kövekből épült ma is 2 méter mély.
A vár magja egy hozzáférhetetlen kőoromzaton állt, nagyobb kőtömbökből épített szabálytalan négyszög alaprajzú torony volt. A várhoz egy erős falakkal rendelkezett külső vár is tartozott. Ebből a külső várból, mely a hegy déli lejtőjén állt csak a déli sarok vége maradt fenn. A külsővár feletti lejtőt szintén védőfalak határolták, melyek jórészt a mai napig fennmaradtak. Valószínűleg itt volt a vár belső udvara. Az építés módja és anyaguk alapján a legrégibb falak még a kora római időszakból származó erődítmény részei lehettek. A sűrű növényzet miatt a vár Heneberg által készített alaprajzának helyessége és méretei nem ellenőrizhetők.